# Mandø

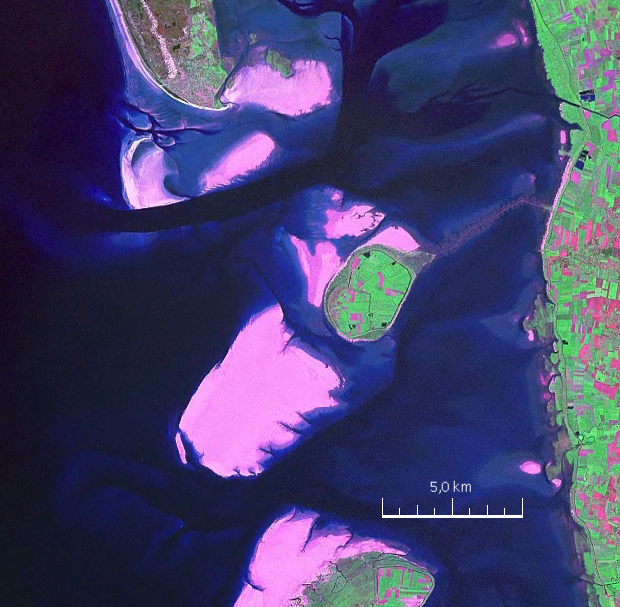
Satellitbild över Mandø

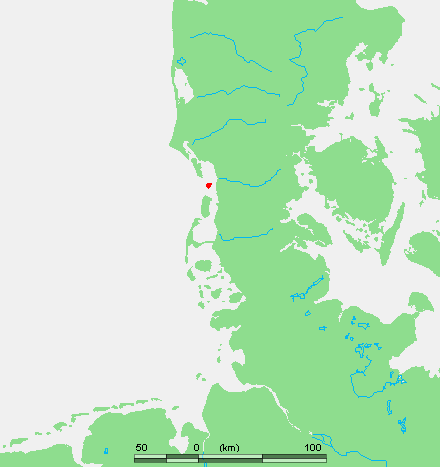
Mandøs läge

Mandø är en dansk ö utanför Jyllands västkust mellan Fanø och Rømø. 
Ön är 7,63 km² stor och ligger i Vadehavet. Sedan kommunreformen i Danmark 2007  tillhör Mandø  Esbjergs kommun.
Mandø är Danmarks enda tidvattensö, en ö som vid lågvatten är förbunden med fastlandet. Transport till Mandø  sker via den tidvis översvämmade Låningsvejen.
Det bor 31 personer på Mandø
(2020),  men ön besöks årligen av omkring 100 000 turister.

## Mandø Redningsstation
Mandø Redningsstation var i drift mellan 1912 till 1961. Den ägs idag och visas av Mandø Museum.

## Bildgalleri

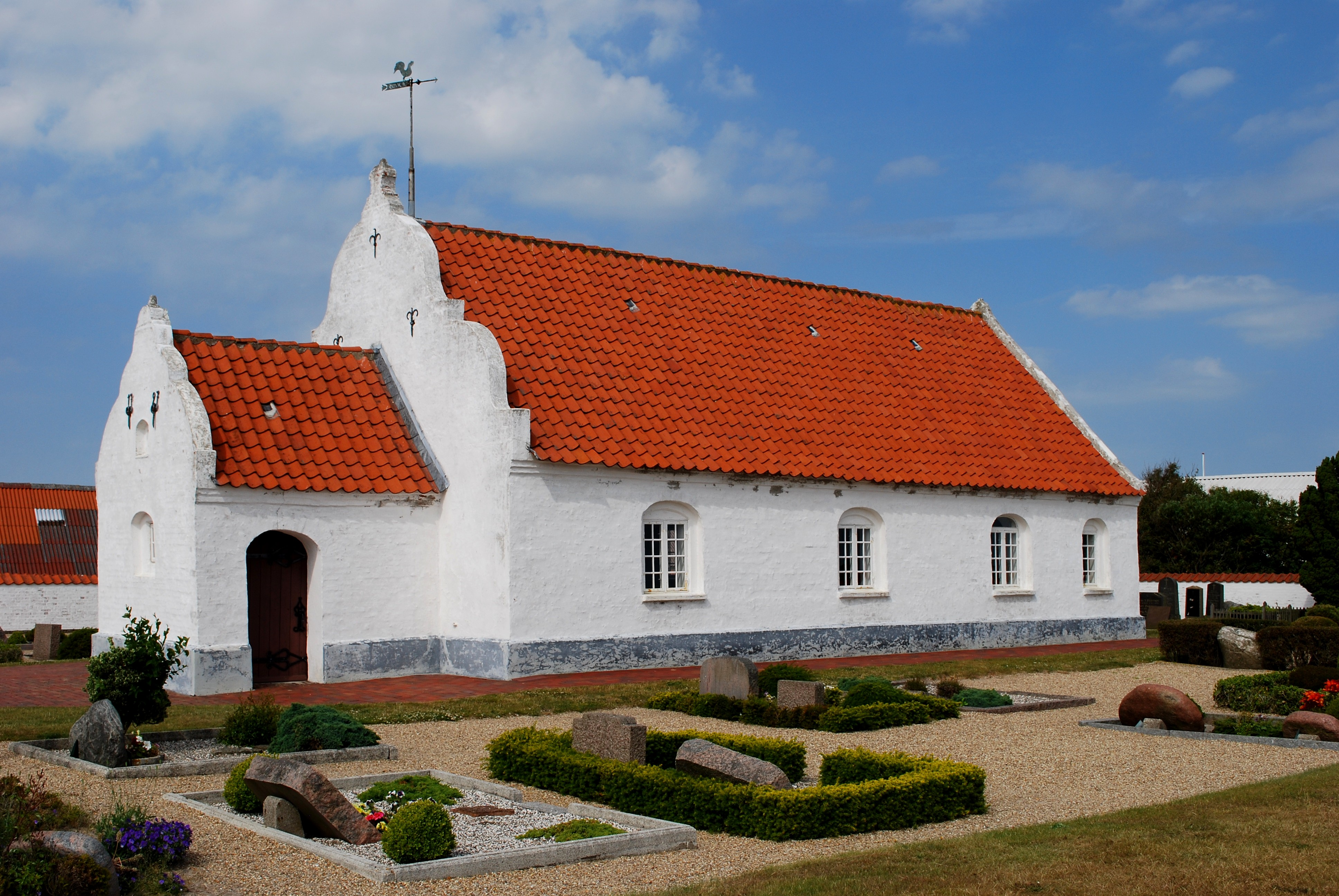
Mandø Kirke
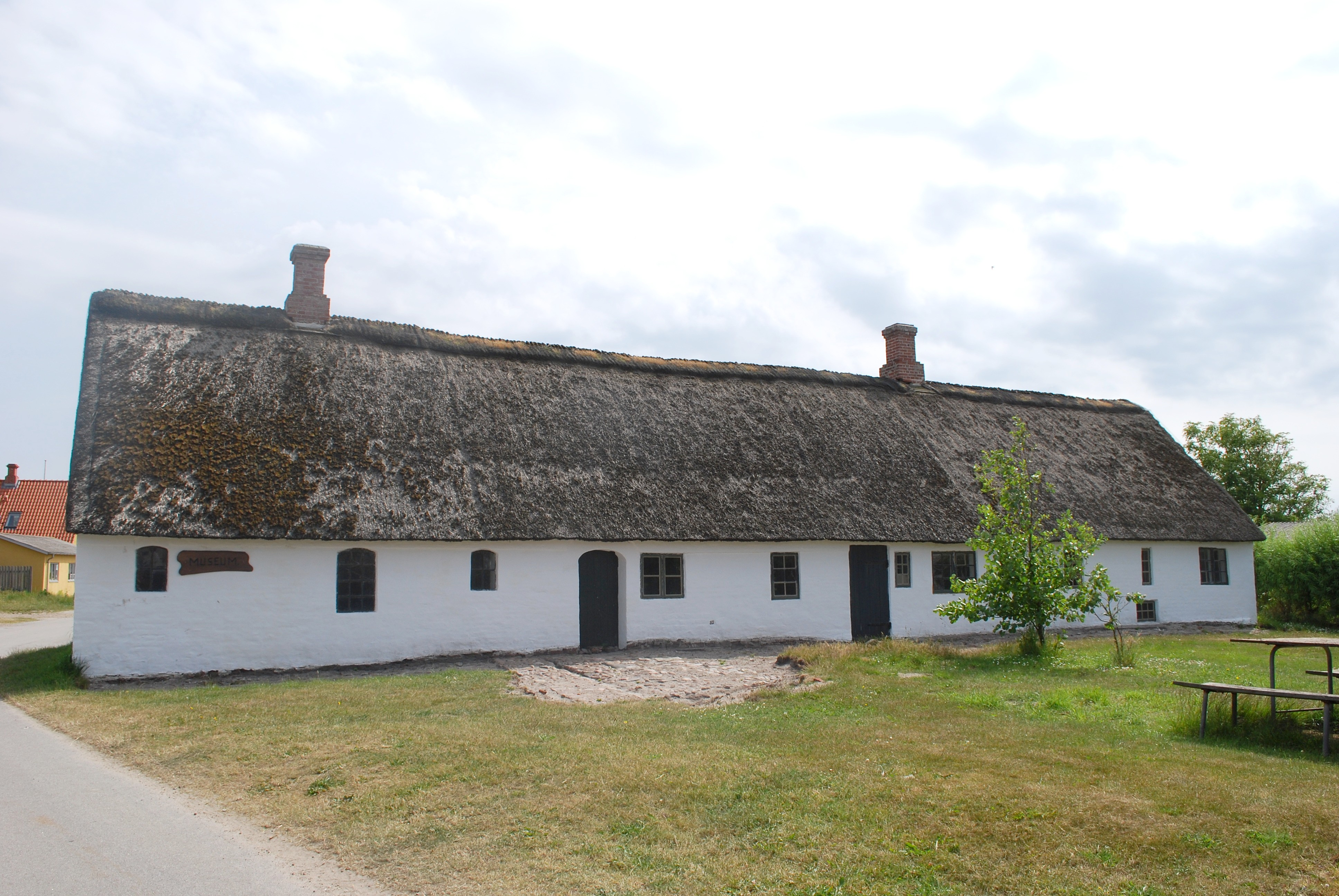
Mandø Museum
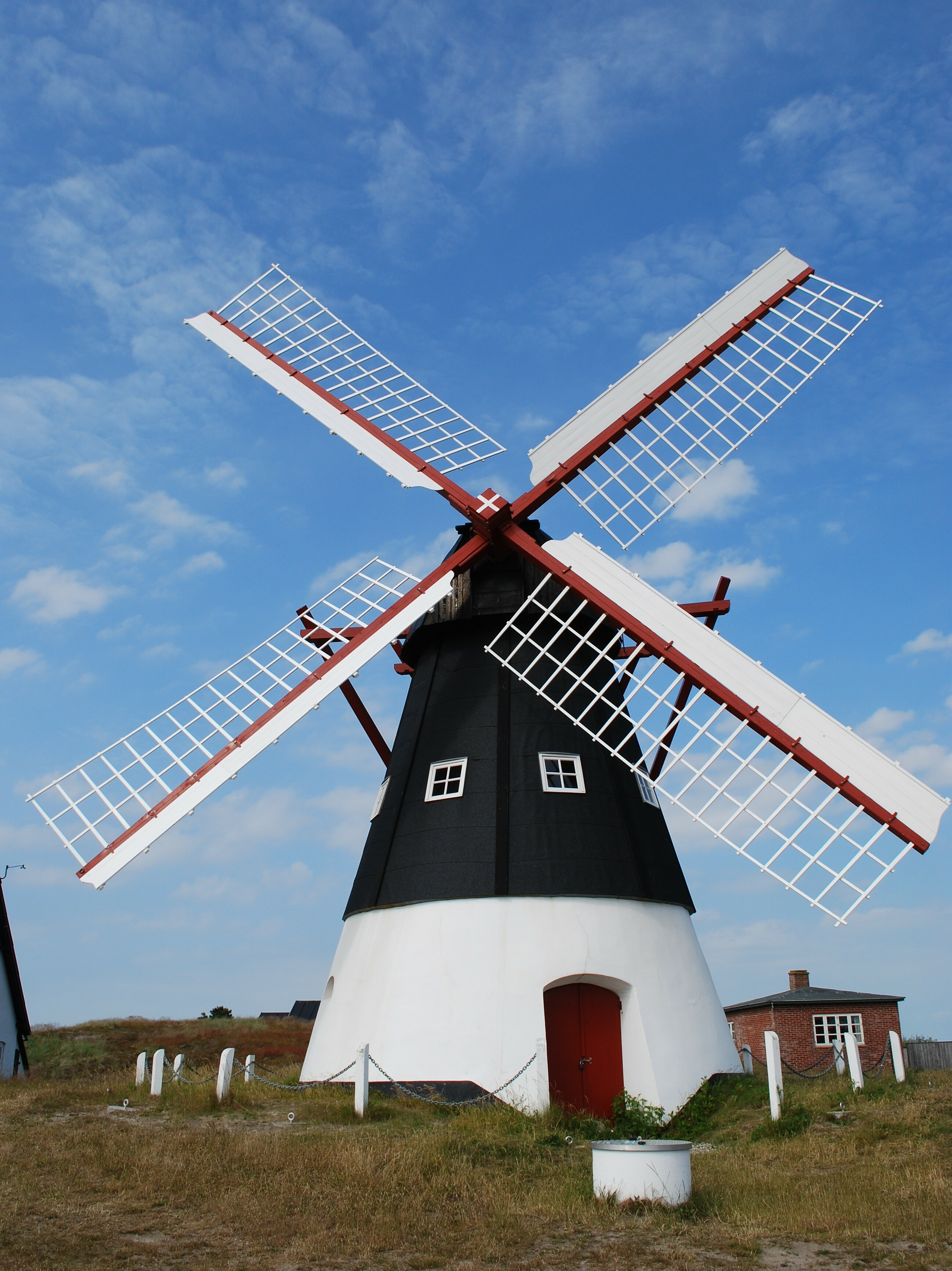
Mandø Mølle
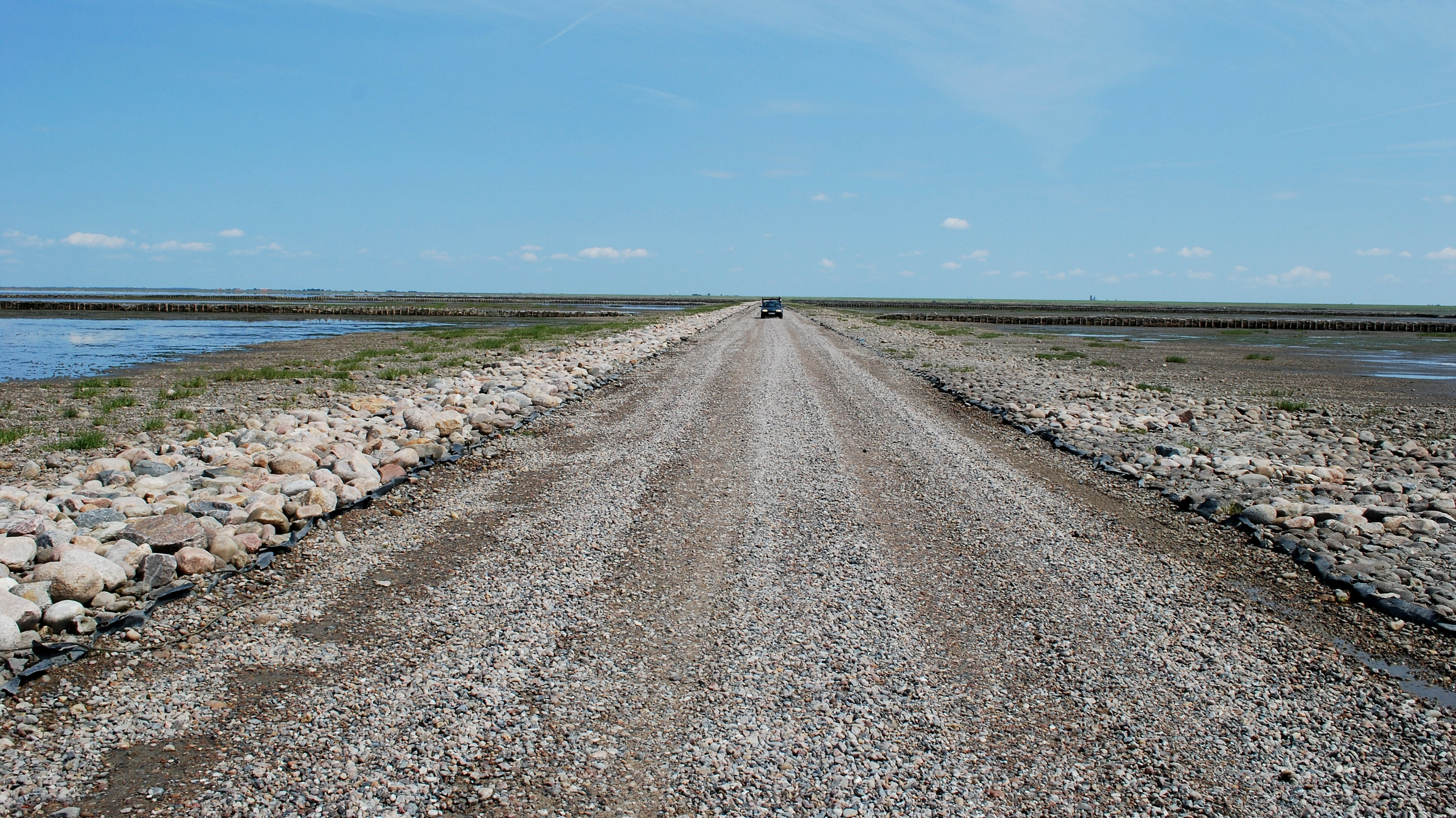
Låningsvejen
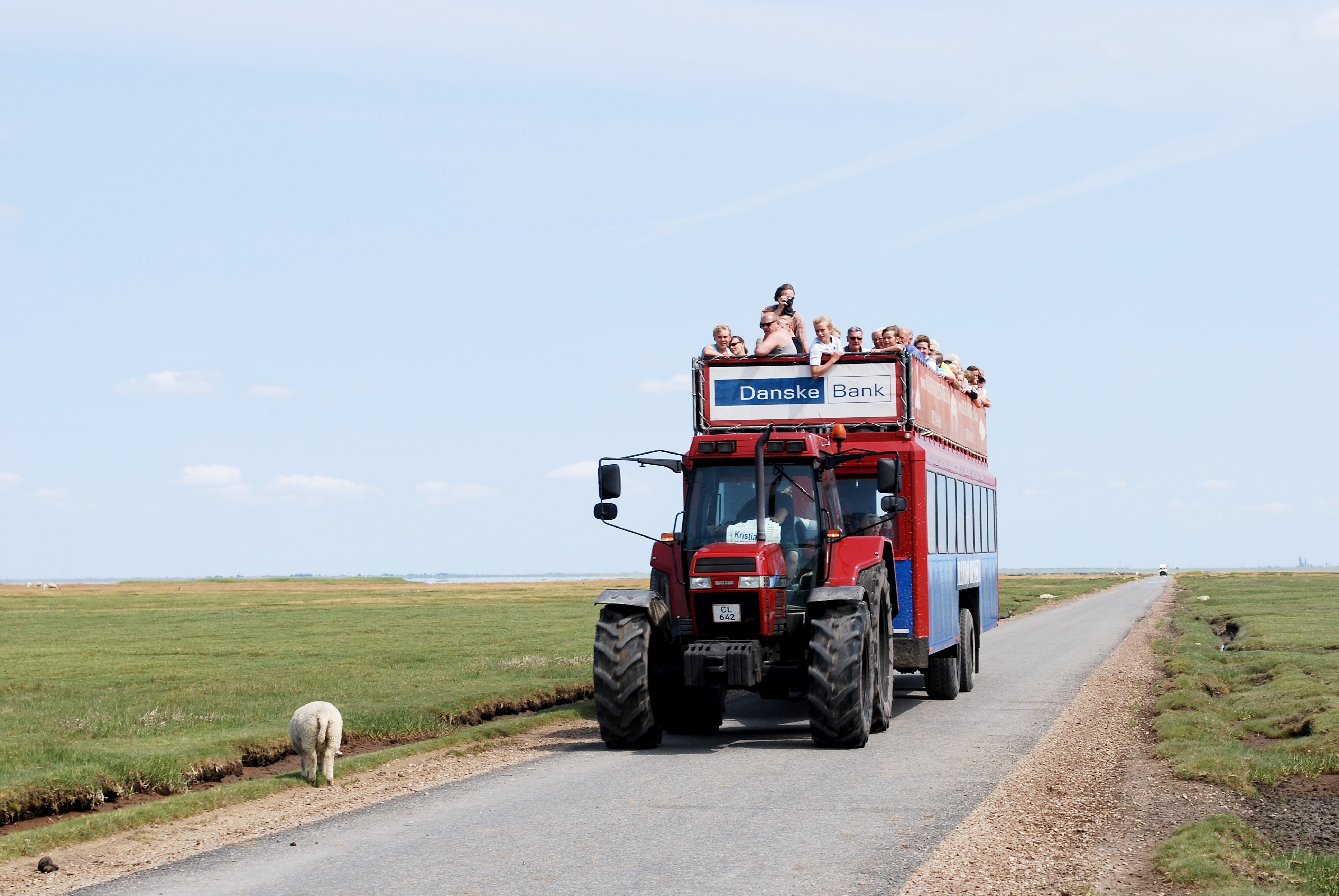
Mandøbussen